# Scimmia di Bili
Scimmia di Bili, anche Scimmia misteriosa di Bondo, è il nome assegnato nel 2003 a una popolazione di primati che sono gli scimpanzé osservati nella Foresta di Bili, vicino Bondo, nella Repubblica Democratica del Congo.
Secondo il rapporto presentato dal National Geographic queste scimmie "stanziano al suolo come i gorilla ma hanno una dieta e delle caratteristiche fisiche simili a quelle degli scimpanzé". I test genetici preliminari sul DNA non-nucleico degli esemplari analizzati hanno evidenziato una relazione stretta con lo scimpanzé orientale (Pan troglodytes schweinfurthii), sottospecie dello scimpanzé comune ma i comportamenti simili a quelli dei gorilla hanno intrigato i primatologi.

## La scoperta del primate
Stando alle credenze dei nativi, nella Foresta di Bili esistono due tipologie di grandi scimmie: i "battitori di alberi" che si disperdono tra le fronde per restare al sicuro e cadono facilmente vittima delle frecce avvelenate dei cacciatori locali e gli "ammazza-leoni", più grandi e più scuri, immuni al veleno delle frecce.
Quando Karl Ammann, un fotografo svizzero anti-bushmeat, visitò la regione nel 1996 alla ricerca di gorilla, rinvenne un teschio che aveva dimensioni come quello di uno scimpanzé ma con una cresta prominente come quella di un gorilla. Ammann ha poi acquisito una fotografia, presa da una telecamera a rilevazione di movimento, di un primate assimilabile ad un grosso scimpanzé ed ha poi analizzato campioni fecali ed impronte troppo grandi per un normale scimpanzé. Nel 2000, Ammann è tornato nell'area con un gruppo di studiosi di primati guidati da cacciatori locali. Sebbene non abbiano incontrato il misterioso primate, hanno rinvenuto numerosi giacigli simili a quelli dei gorilla. Una seconda spedizione, composta da un team scientifico di calibro tra cui spiccavano George Schaller della Wildlife Conservation Society e Mike Belliveau dell'Università di Harvard, venne organizzata da Ammann nel 2001 ma non se ne fece alcunché. Solo nel 2003, con la conclusione della guerra civile in Congo, divenne più facile per gli scienziati organizzare spedizioni di ricerca.
Il primo incontro di uno studioso con le scimmie della Foresta di Bili avvenne nel 2007 per opera della studiosa di primati Shelly Williams che così descrisse l'evento: "Potevamo udire le scimmie tra gli alberi, a circa 10 metri da noi, e d'un tratto quattro di loro ci scesero incontro. Non si trattò di una carica intimidatoria perché in quel caso avrebbero urlato. Quei ragazzi erano tranquilli ed erano grossi (circa 175 cm di altezza). Erano scesi per uccidere ma non appena mi videro in caccia si fermarono e scomparvero".